# Bernardo Rezende

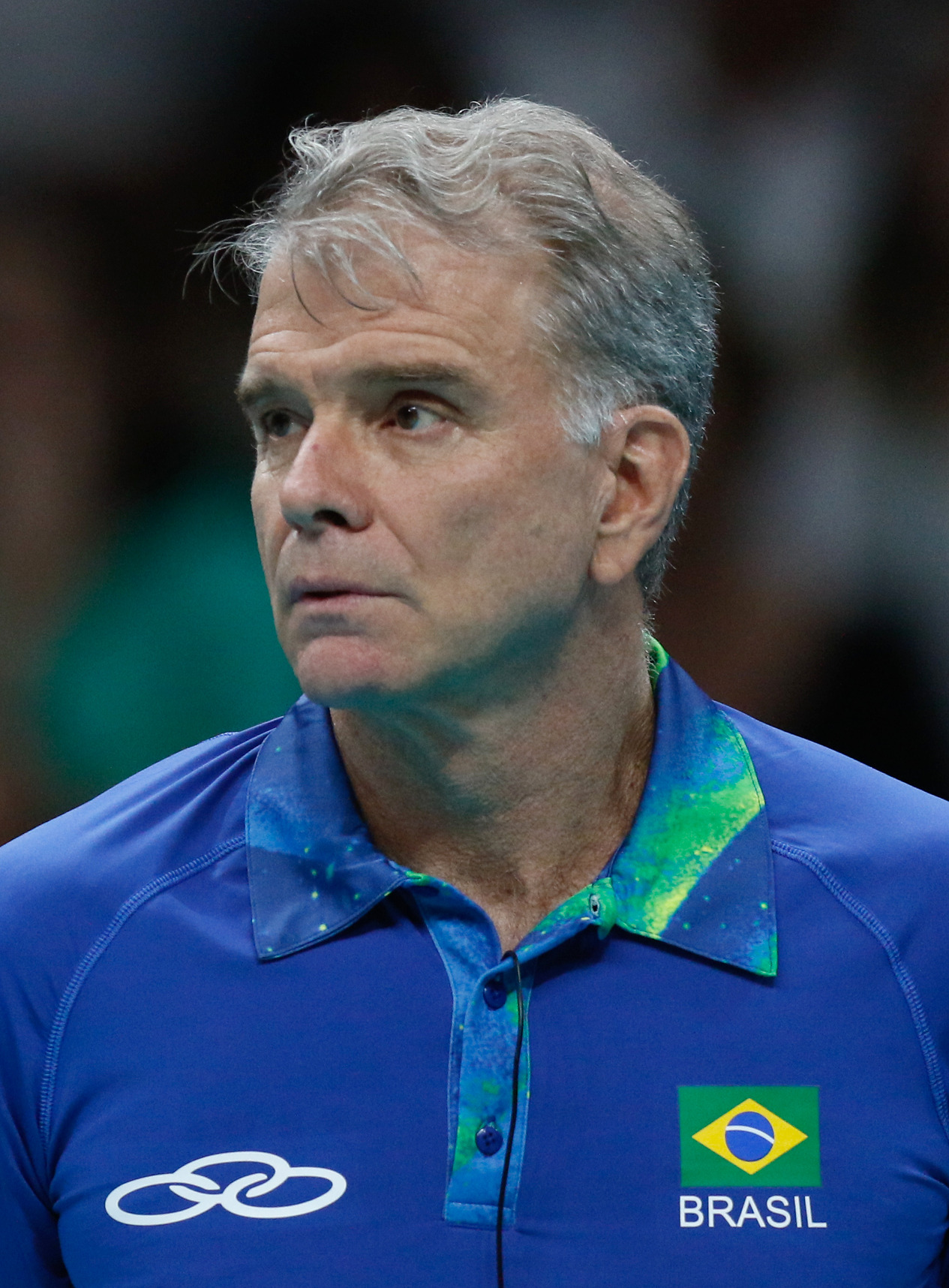
Rezende - 2016 Rio

Bernardo Rezende sub numele de Bernardinho (n. 25 august 1959) este un antrenor maestru emerit de volei brazilian.  El este actualul antrenor al echipei naționale, atât bărbați din Brazilia și echipa de volei feminin din Rio de Janeiro Clube volei. Rezende este cel mai de succes antrenor din istoria de volei, acumulând mai mult de 30 de titluri majore în cariera de douăzeci de ani, conducerea echipelor de sex feminin masculin brazilian.